# گوستاوو دیاز اورداز
گوستاوو دیاز اورداز بولانوس (انگلیسی: Gustavo Díaz Ordaz Bolaños؛ (زادهٔ ۱۲ مارس ۱۹۱۱ – درگذشتهٔ ۱۵ ژوئیه ۱۹۷۹) یک سیاست‌مدار اهل مکزیک که از ۱۹۶۴ تا ۱۹۷۰ رئیس‌جمهور این کشور بود.